# Wilhelm Appelqvist
Victor Wilhelm Appelqvist, född 9 januari 1864 i Tolgs församling, Kronobergs län, död 3 januari 1923, var en svensk borgmästare. 
Appelqvist avlade mogenhetsexamen i Växjö 1885 och hovrättsexamen vid Lunds universitet 1889. Efter tjänstgöring under Göta hovrätt samt hos länsstyrelsen i Hallands län blev han 1903 borgmästare i Laholms stad.